# Fryderyk II Anhalcki
Fryderyk II Anhalcki (niem. Leopold Friedrich II. Eduard Karl Alexander Herzog von Anhalt, ur. 19 sierpnia 1856 w Dessau, zm. 21 kwietnia 1918 w Ballenstedt) – książę Anhaltu z dynastii askańskiej, szwagier kanclerza Cesarstwa Niemieckiego Maximiliana von Baden.

## Życiorys
Urodził się jako drugi syn przyszłego księcia Anhaltu Fryderyka I i jego żony księżnej Antoniny. Studiował w Genewie, Bonn i Monachium. W czasie ferii podróżował po Szwajcarii, Francji i Włoszech. W 1873 roku zwiedził Wystawę Światową w Wiedniu. Po zakończeniu nauki rozpoczął służbę w armii niemieckiej. Od 1877 roku stacjonował w 2 Pułku Piechoty Gwardii. Pozostawał w służbie czynnej do 1883 roku. 

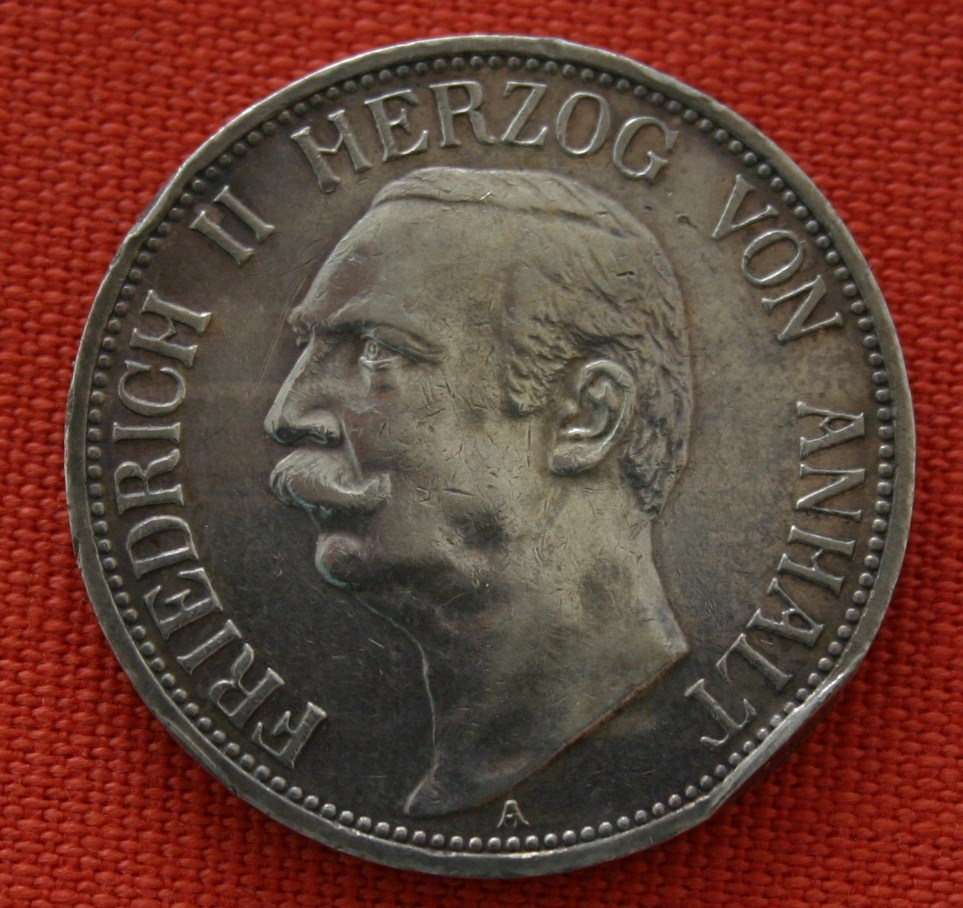
3 Marki z portretem księcia z 1909 roku

Wraz z zakończeniem służby poświęcił się swoim zainteresowaniom i pasjom, głównie muzyce. Po śmierci starszego brata Leopolda 2 lutego 1886 został następcą tronu. Wówczas to rozpoczął zapoznawanie się z działaniem struktur państwowych i administracji państwowej. Po śmierci ojca 24 stycznia 1904 został nowym monarchą.
2 lipca 1889 w Karlsruhe poślubił księżniczkę badeńską Marię. Para nie miała dzieci. W okresie swoich rządów cieszył się wielką popularnością. Podobnie jak Jerzy II Sachsen-Meiningen był wielkim patronem teatru i miłośnikiem opery. Książę zmarł w ostatnim roku I wojny światowej. Po śmierci Fryderyka II jego następcą został młodszy brat Edward, który przewodził księstwem tylko przez kilka miesięcy.
Fryderyk II był odznaczony między innymi pruskimi Orderem Świętego Jana i Orderem Orła Czarnego, saskim Orderem Korony Rucianej, bawarskim Orderem Świętego Huberta i duńskim Orderem Słonia. Wielki mistrz anhalckiego orderu domowego Alberta Niedźwiedzia.

## Genealogia
| Prapradziadkowie                     | ks. Anhalt-Dessau Leopold III (1740–1818) ∞1767 Ludwika von Brandenburg-Schwedt (1750–1811) | landrgraf Hesji-Homburga Fryderyk V (1748–1820) ∞1768 Karolina Heska-Dermstadt (1746–1821) | kr. Prus Fryderyk Wilhelm II (1744–1797) ∞1769 Fryderyka Ludwika Heska-Dermstadt (1751–1805) | w. ks. Meklemburgii-Strelitz Karol (1741–1816) ∞1768 Fryderyka Karolina Heska-Dermstadt (1752–1782) | ks. Saksonii-Hildburghausen Ernest Fryderyk III (1694–1757) ∞1758 Ernestyna Saska-Weimar-Eisenach (1740–1786) | w. ks. Meklemburgii-Strelitz Karol (1741–1816) ∞1768 Fryderyka Karolina Heska-Dermstadt (1752–1782) | ks. Hohenzollern-Sigmaringen Antoni Alojzy (1762–1831) ∞1782 Amelia von Salm-Kyrburg (1760–1841) | Pierre Murat (1748–1792) ∞1783 Louise d'Astorg (1762–1832)                           |
| Pradziadkowie                        | Fryderyk Anhalcki-Dessau (1769–1814) ∞1792 Amelia Heska-Homburg (1774–1846)                 | Fryderyk Anhalcki-Dessau (1769–1814) ∞1792 Amelia Heska-Homburg (1774–1846)                | Ludwik Hohenzollern (1773–1796) ∞1793 Fryderyka Meklemburska-Strelitz (1778–1841)            | Ludwik Hohenzollern (1773–1796) ∞1793 Fryderyka Meklemburska-Strelitz (1778–1841)                   | ks. Saksonii-Altenburga Fryderyk (1763–1834) ∞1785 Karolina Meklemburska-Strelitz (1769–1818)                 | ks. Saksonii-Altenburga Fryderyk (1763–1834) ∞1785 Karolina Meklemburska-Strelitz (1769–1818)       | ks. Hohenzollern-Sigmaringen Karol (1785-1853) ∞1808 Antonina Murat (1793–1847)                  | ks. Hohenzollern-Sigmaringen Karol (1785-1853) ∞1808 Antonina Murat (1793–1847)      |
| Dziadkowie                           | ks. Anhaltu, Leopold (1792–1871) ∞1818 Fryderyka Hohenzollern (1796–1850)                   | ks. Anhaltu, Leopold (1792–1871) ∞1818 Fryderyka Hohenzollern (1796–1850)                  | ks. Anhaltu, Leopold (1792–1871) ∞1818 Fryderyka Hohenzollern (1796–1850)                    | ks. Anhaltu, Leopold (1792–1871) ∞1818 Fryderyka Hohenzollern (1796–1850)                           | Edward Saski-Altenburg (1804–1852) ∞1835 Amelia Hohenzollern-Sigmaringen (1815–1841)                          | Edward Saski-Altenburg (1804–1852) ∞1835 Amelia Hohenzollern-Sigmaringen (1815–1841)                | Edward Saski-Altenburg (1804–1852) ∞1835 Amelia Hohenzollern-Sigmaringen (1815–1841)             | Edward Saski-Altenburg (1804–1852) ∞1835 Amelia Hohenzollern-Sigmaringen (1815–1841) |
| Rodzice                              | ks. Anhaltu, Fryderyk I (1831–1904) ∞1854 Antonina Saska-Altenburg (1838–1908)              | ks. Anhaltu, Fryderyk I (1831–1904) ∞1854 Antonina Saska-Altenburg (1838–1908)             | ks. Anhaltu, Fryderyk I (1831–1904) ∞1854 Antonina Saska-Altenburg (1838–1908)               | ks. Anhaltu, Fryderyk I (1831–1904) ∞1854 Antonina Saska-Altenburg (1838–1908)                      | ks. Anhaltu, Fryderyk I (1831–1904) ∞1854 Antonina Saska-Altenburg (1838–1908)                                | ks. Anhaltu, Fryderyk I (1831–1904) ∞1854 Antonina Saska-Altenburg (1838–1908)                      | ks. Anhaltu, Fryderyk I (1831–1904) ∞1854 Antonina Saska-Altenburg (1838–1908)                   | ks. Anhaltu, Fryderyk I (1831–1904) ∞1854 Antonina Saska-Altenburg (1838–1908)       |
| Fryderyk II (1856–1918), ks. Anhaltu |                                                                                             |                                                                                            |                                                                                              | | | |                                                                                                  |                                                                                      |